# Antonio María Esquivel
Antonio María Esquivel y Suárez de Urbina (Sevilha, 8 de Março de 1806 — Madrid, 9 de Abril de 1857), foi um pintor espanhol que se dedicou a temas românticos, religiosos e retratos.

## Biografia
Nascido em Sevilha em 1806, Antonio começou os estudos de pintura na Academia de Bellas Artes de Sevilla. Ali se familiarizou com a técnica pictórica e o detalhismo ao estilo de Bartolomé Esteban Murillo.
Em 1831, se mudou para Madrid, onde prestou concurso na Academia de San Fernando, sendo nomeado acadêmico de mérito. Em contato com o ambiente intelectual madrilenho desses anos, participou ativamente na fundação do Liceu Artístico y Literario en 1837, no qual lecionou na disciplina de Anatomia, atribuição que o levaria mais tarde a lecionar também na Academia de San Fernando.
Em 1839, de volta a Sevilha, sofreu uma doença que lhe deixou praticamente cego; o artista, mergulhado em uma profunda depressão, tentou cometer o suicídio, ao se jogar no rio Guadalquivir. Assim que seus colegas e amigos poetas e artistas souberam do fato, foram mobilizados pelo Liceu para ajudá-lo, dividiram entre todos o pagamento de tratamento caro, realizado por um prestigiado oftalmologista francês.
Graças ao tratamento, em 1840, Antonio María Esquivel curou-se e recuperou a visão. Agradecido, o artista pintou seus amigos, poetas e pintores do Romantismo, em um quadro que se tornou célebre. Com reconhecimentos oficiais, ele recebeu a placa do Sitio de Cádiz e foi nomeado comendador da Ordem de Isabel la Católica. 
Em 1843, foi nomeado Pintor de Câmara, e em 1847, acadêmico de San Fernando, sendo ainda membro fundador da Sociedade Protectora de Bellas Artes. Como teórico da pintura, redigiu um Tratado da Anatomia Pictórica, cuja versão original está guardada no Museu do Prado.
Esquivel morreu em Madrid, em 1857.
Seus filhos Carlos María Esquivel (1830-1867) e Vicente Esquivel também foram pintores.

## Comemoração do Bicentenário
Em 2006, a Academia de Bellas Artes de Sevilla, em colaboração com a Fundação El Monte, realizou uma mostra com 17 telas e com desenhos, que compreendiam a obra de Esquivel.

## Obras
- Retrato de Capitán General Juan Ruiz de Apodaca (1834). Museu Naval, Madrid.
- Retrato del Teniente General Luis María Balanzat de Orvay y Briones, 1834. Museu do Exército, Toledo.
- Transfiguración, 1837. Paróquia Matriz de El Salvador, Santa Cruz de La Palma.[2]
- Venus anadiomene, 1838. Museu do Prado, Madrid.
- La bailaora Josefa Vargas (1840).
- Una lectura de Ventura de la Vega (1845). Museu Romântico, Madrid.
- Los poetas Contemporáneos o Lectura de Zorrilla en el estudio del pintor (1846). Museu do Prado, Madrid.[3]
- Retratro ecuestre del General Prim. Museu do Romantismo, Madrid.
- Auto-retrato (1847).
- La Campana de Huesca (1850). Museu de Belas Artes, Sevilha.
- José y la mujer de Putifar (1854). Museu de Belas Artes, Sevilha.
- O Sacrifício de Isaac.
- Colombo en la Rábida.
- Sancho el Bravo perseguiendo al principe don Juan.
- San Miguel Arcángel, 1843. Museo de la Catedral de Ciudad Rodrigo, procedente del Seminario Diocesano San Cayetano.
- Retrato de Rafaela Flores Calderón, 1846. Museu do Prado, Madrid.